# Scyrotis kochi
Scyrotis kochi is een vlinder uit de familie Cecidosidae. De wetenschappelijke naam van deze soort is voor het eerst geldig gepubliceerd in 2007 door Mey.
De soort komt voor in tropisch Afrika.